# Raketenartilleriebataillon 122

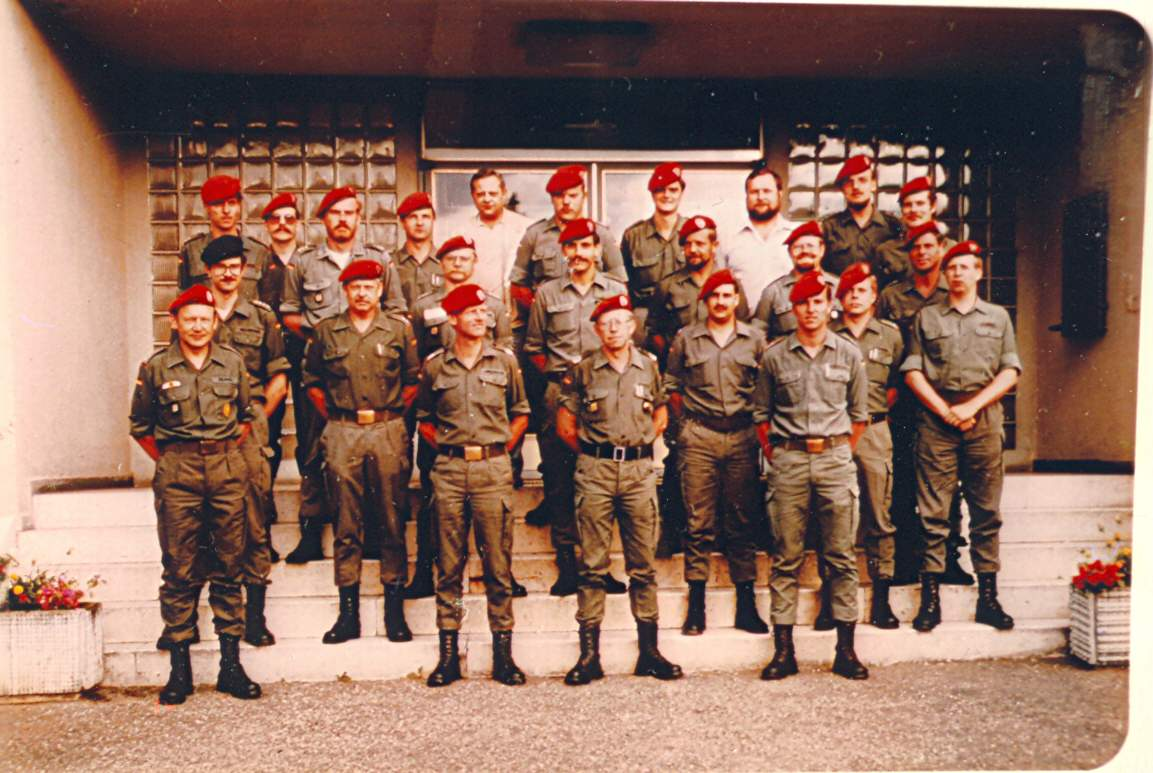
Offizierkorps, 1984

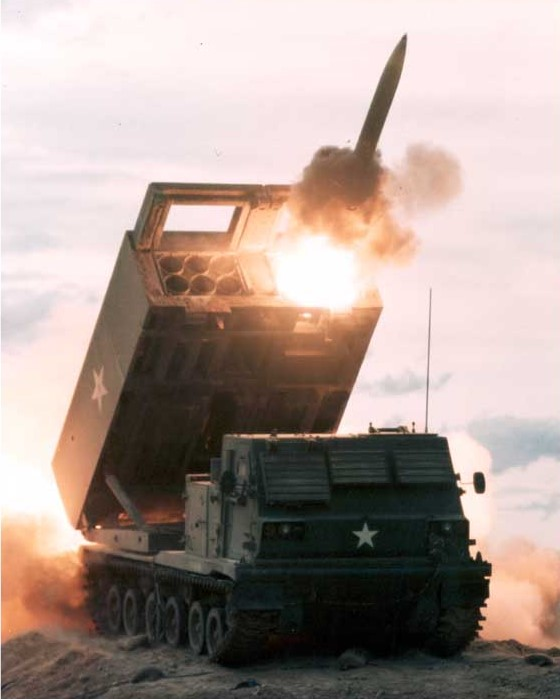
Raketenabschuss aus einem (US-)MARS-Werfer

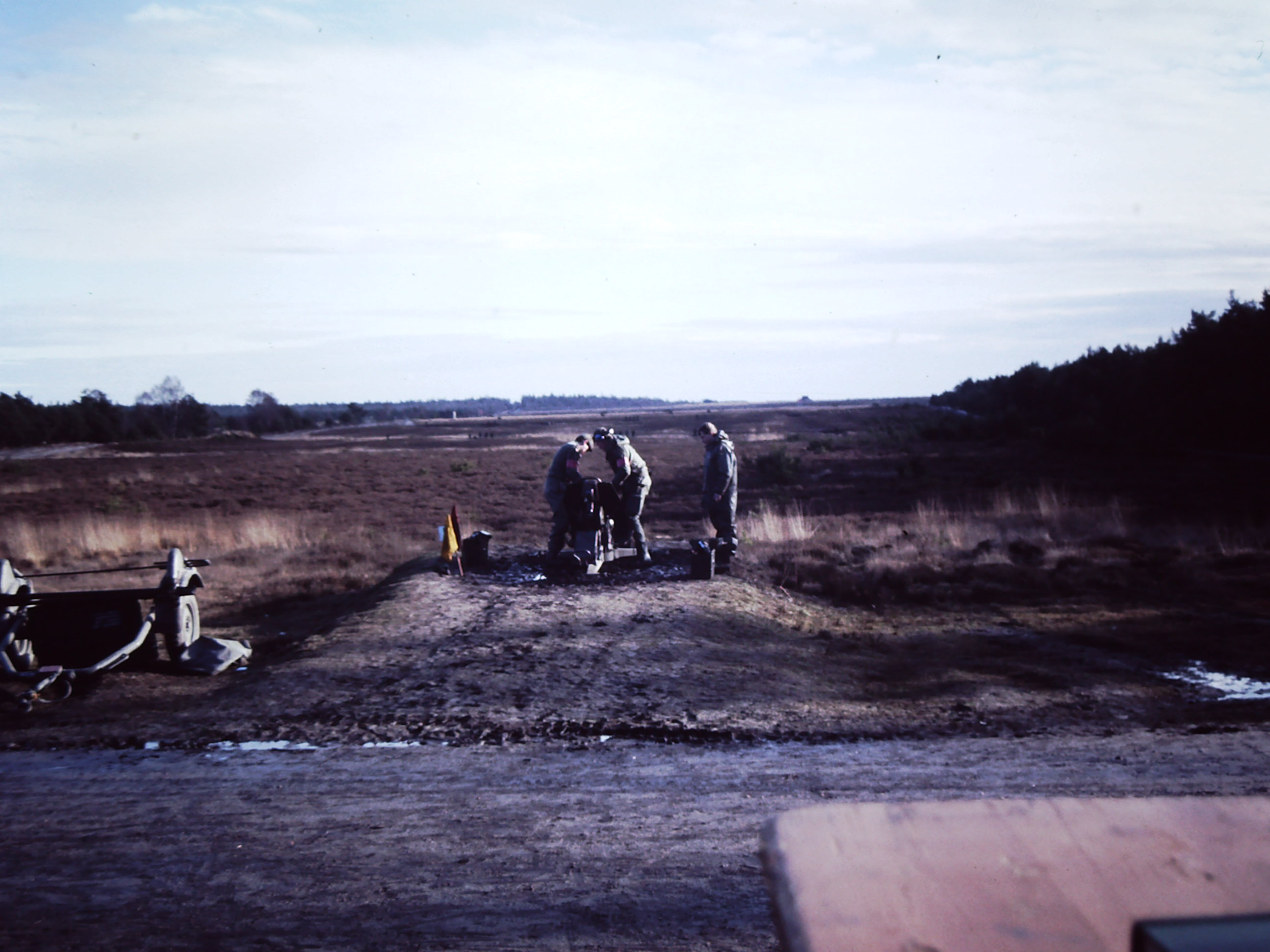
Fliegerabwehrgruppe der 1./122 auf dem Truppenübungsplatz Munster, 1988

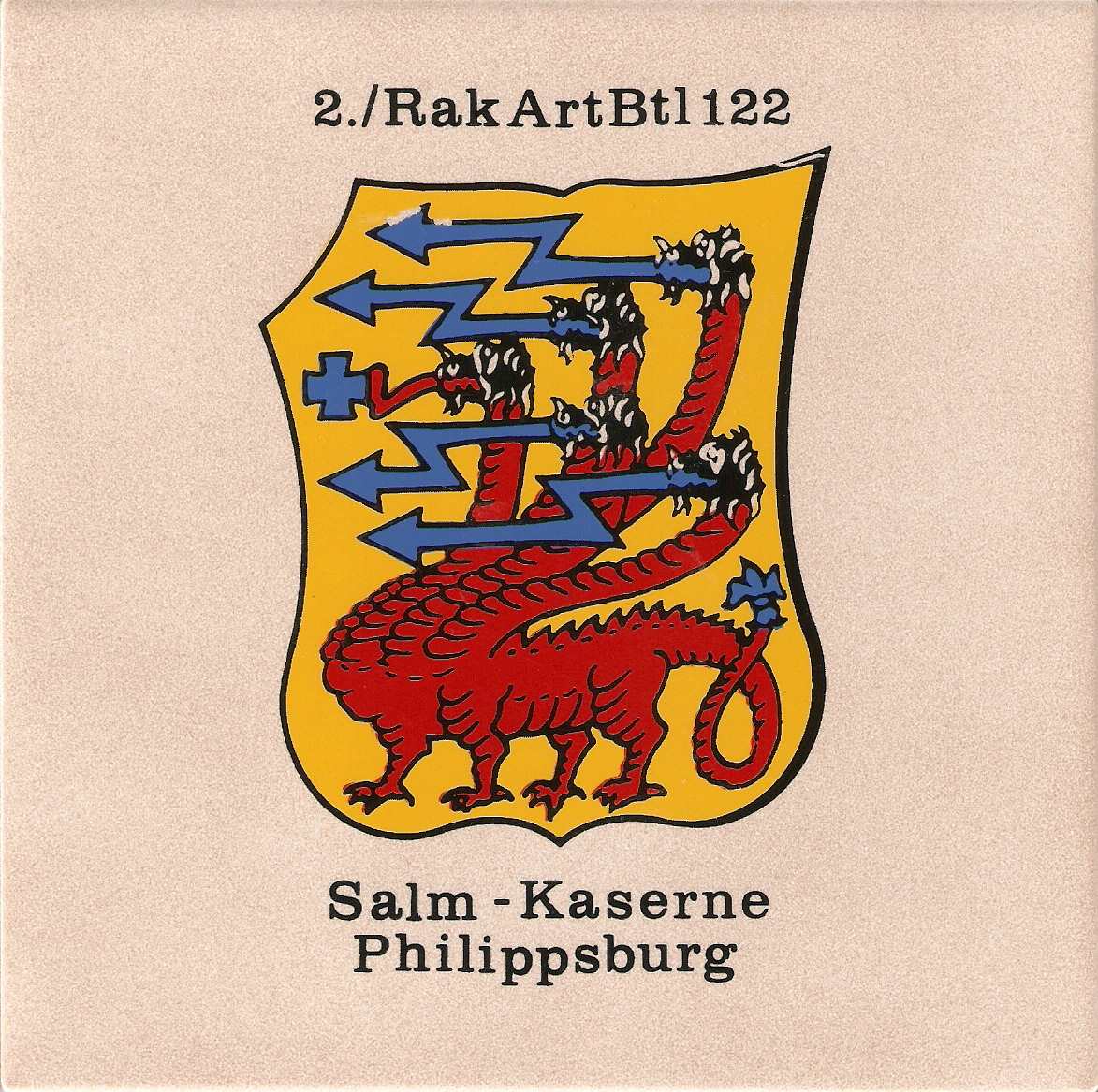
Wappenkachel der 2. Batterie

Das Raketenartilleriebataillon 122 gehörte zur Divisionsartillerie der 12. bzw. 10. Panzerdivision des Heeres der Bundeswehr.

## Geschichte

### Ereignisse
Das Bataillon wurde 1961 als Raketenartilleriebataillon 92 in Großengstingen aufgestellt. Im Dezember 1962 fand der Verschuss der ersten Honest-John-Rakete statt. Im Mai 1963 erfolgte die Verlegung von Großengstingen nach Philippsburg. Mit der Umgliederung des Heeres wurde es 1964 dem Artillerieregiment 12 im Verband der 12. Panzerdivision unterstellt und entsprechend auf „122“ umbenannt. Im April 1965 war die Übergabe der Truppenfahne durch Verteidigungsminister Kai-Uwe von Hassel in Münster. Im Juli 1968 war die 1. Batterie in Pforzheim im Katastropheneinsatz. Mit der Verlegung nach Philippsburg wurde dem nuklearfähigen Bataillon zur Sicherung der Sonderwaffen das 3rd USA Arty Detachment (USAFAD) zugeordnet. Oktober 1975 Teilnahme an der NATO-Herbstübung REFORGER 75. Der letzte Verschuss einer Honest John-Rakete war am 16. September 1978. Zu Ehren der Stadt Philippsburg wurde am 7. Juli 1984 der Große Zapfenstreich im Stadion aufgeführt.
Brigadegeneral T. E. Swain, Artilleriekommandeur V. US-Korps, besuchte im Herbst 1992 das Bataillon in Philippsburg und wurde über die deutschen Besonderheiten zum Waffensystem MLRS/Mars informiert. Folge war eine Einladung, im August 1993 unter seiner Leitung unter dem Motto „Scharfer Schuss und Partnerschaft“ auf dem Truppenübungsplatz Grafenwöhr mit 4th (US) Bataillon 27th Fieldartillery, Babenhausen zu üben. Dabei erfolgte der Austausch von Teileinheiten und Personal zwischen den Verbänden auf allen Ebenen bis in die Werferbesatzungen. Krönender Abschluss war die Teilnahme an einem großen Vorführungsschießen des V. US-Korps, Stuttgart, in das auch französische MLRS, US-Kampfhubschrauber und -Kampfflugzeuge eingebunden waren.
Der Tag der Offizieranwärter in der 12. Panzerdivision wurde 1992 im Bataillon unter Leitung von Generalmajor Hartmut Bagger durchgeführt. In diesem Jahr hatte das Bataillon 12 Offizieranwärter der Artillerie auszubilden, die alle dabei auch - neben anderen NATO-Soldaten - an einem französischen Einzelkämpferlehrgang erfolgreich teilnahmen und den Lehrgangsbesten stellten.
Anfang des Jahres 1993 wurde das Bataillon von Philippsburg nach Walldürn verlegt. Dabei waren zahlreiche Berufssoldaten sozialverträglich in benachbarten Standorten zurückzulassen und im neuen Standort Offiziere und Unteroffiziere der dort aufgelösten Bataillone Panzergrenadierbataillon 362 und Panzerartilleriebataillon 365 zu integrieren. Zwei Hauptleute, die als Offiziere aus der NVA kamen, wurden Batteriechefs.
Mit Auflösung der 12. Panzerdivision, Veitshöchheim, Unterstellungswechsel zum 1. Oktober 1993 unter die 10. Panzerdivision, Sigmaringen. Im Dezember 2002 wurde das aktive Bataillon aufgelöst; die meisten Bataillonsangehörigen fanden eine Anschlussverwendung im neuaufgestellten Logistikbataillon 461. Die 4./122  blieb aktiv im teilaktiven „RakArtBtl 122 ta“ in Hermeskeil. Mit Einnahme der Heeresstruktur Neues Heer erfolgte im Dezember 2006 die endgültige Auflösung. Die 4./122 wurde 2006 in die Raketenwerferbatterie (MARS), der 4./Artilleriebataillon 295 der Deutsch-Französischen Brigade integriert.
Die Sportfördergruppe 12/7 (später 12/9) war ab 1976 der Begleitbatterie 12, ab 1985 der 1./122 unterstellt. Die Sportsoldaten G. Laier, R. Heugabel, R. Trik, J. Locher und M. Haas wurden als Ringer in ihren Klassen mehrfach Deutsche Meister.

### Hauptwaffe

ehemalige Waffensysteme des Raketenartilleriebataillon 122 der Bundeswehr
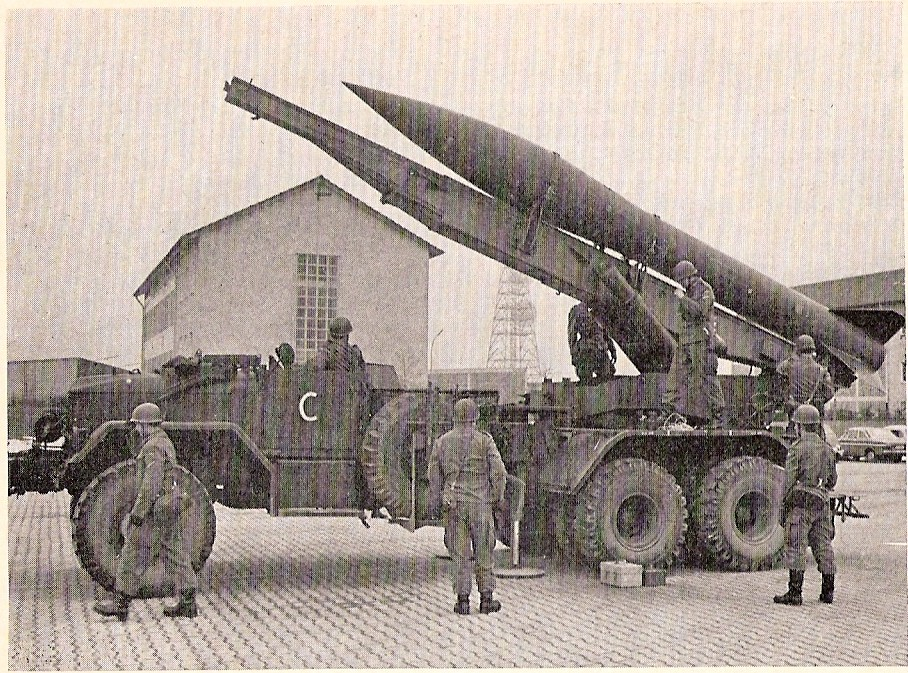
MGR-1 Honest John
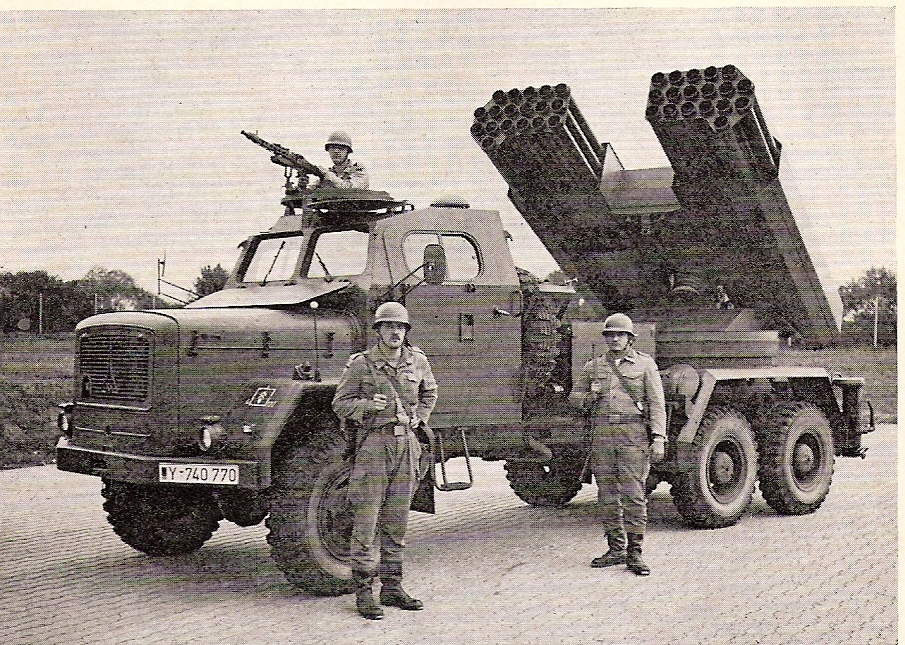
LARS 1 Mehrfachraketenwerfer 110 SF, auf Magirus-Deutz Jupiter 6x6
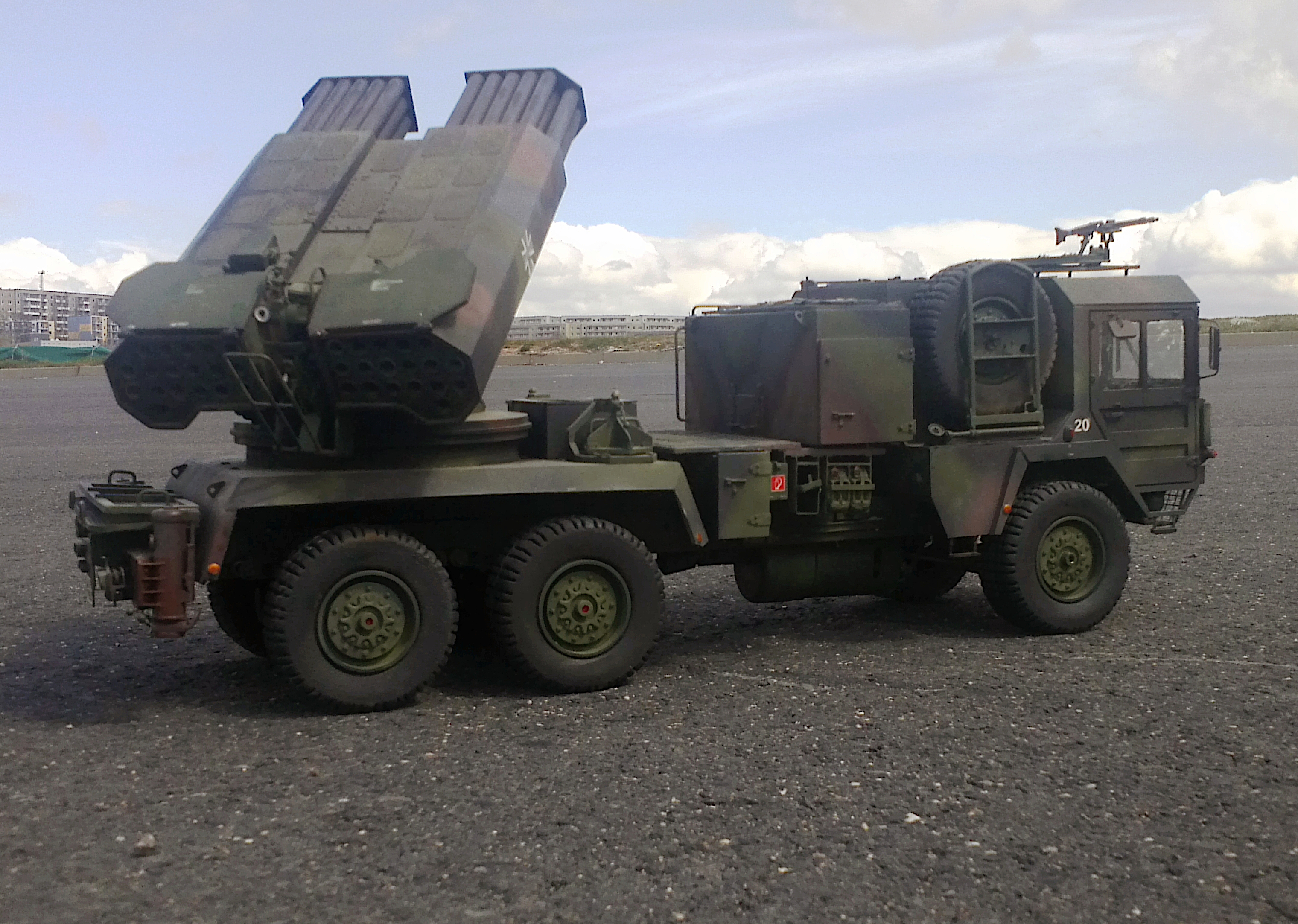
Lars 2, Mehrfachraketenwerfer 110 SF, auf M.A.N. 6x6, 7 to, gl
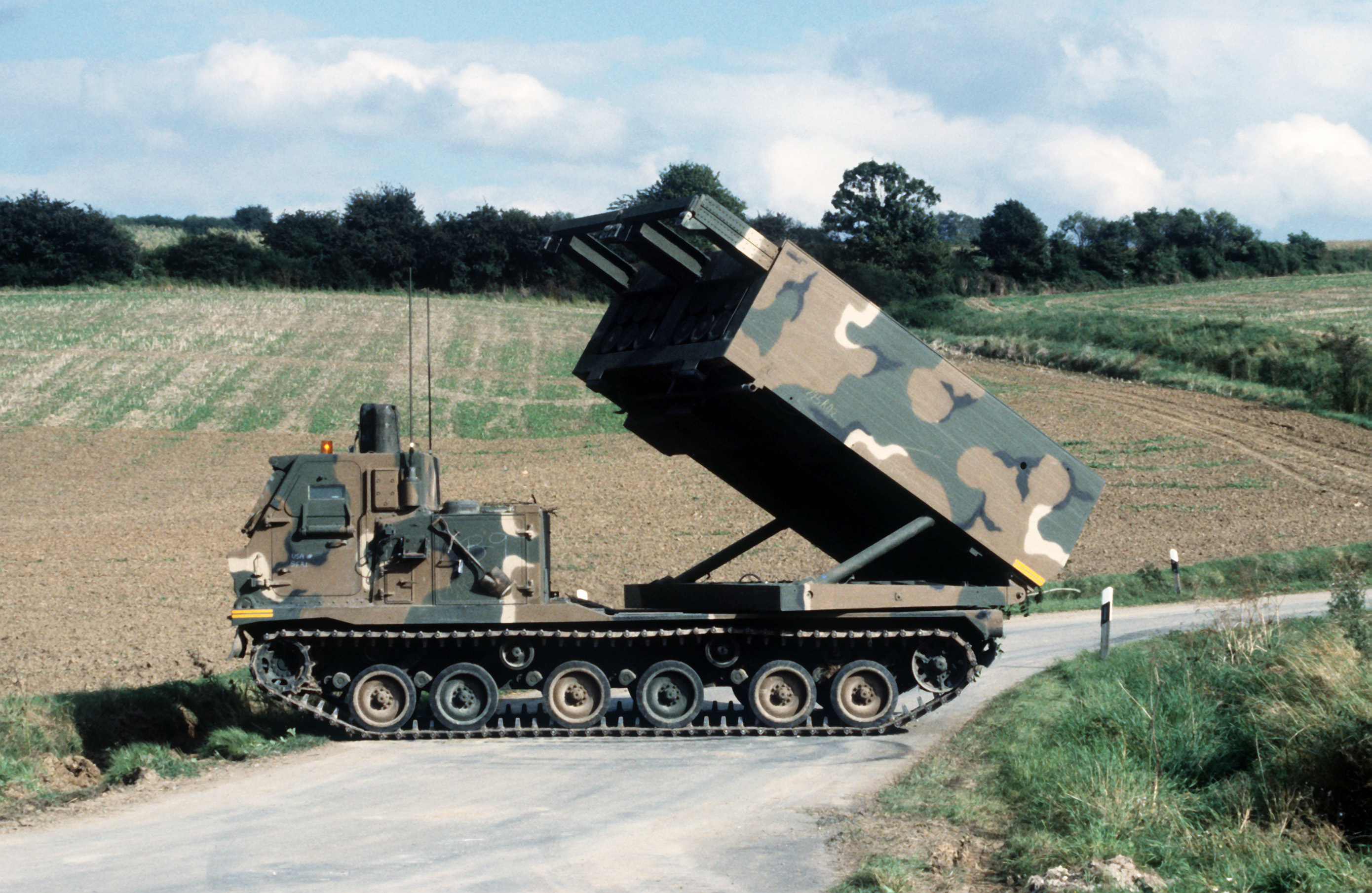
MARS

### Gliederung und Großgerät
Die 1./- Batterie war die Stabs- und Versorgungsbatterie, 2./-, 3./- und 4./- Batterie die „schießenden Batterien“, 5./- die Wach- und Begleitbatterie. Die Erstaufstellung erfolgte mit je 4 Werfern MGR-1 Honest John in den schießenden Batterien. 1971 erfolgte die Ausstattung der 3./- und 4./- Batterie mit jeweils acht Mehrfachraketenwerfern LARS (Leichtes Artillerie-Raketen-System). Im September 1977 erfolgte die Übernahme der neuen Lkw 10 t gl MAN. 1982 wurden die Honest John-Werfer der 2./- abgegeben.
Zur Verbesserung der Trefferlage der LARS-Werfer wurde 1984 das Feuerleitgerät FERA eingeführt. 1986 wurde die Wach- und Begleitbatterie zur selbständigen Begleitbatterie 12 ausgegliedert. Am 7. November 1990 wurden die ersten 4 Mehrfachraketenwerfer MLRS übernommen und 1991 nur noch die 2./- mit LARS ausgestattet. 3./- und 4./- erhielten je 6 Mehrfachraketenwerfer MLRS.
Die LARS-Werfer der 2./- wurden 2000 abgegeben und auch diese Batterie mit MARS ausgestattet.

## Kommandeure
- Oberstleutnant Egon Peller von Ehrenberg: von der Aufstellung bis 1965
- Oberstleutnant Dieter Fingerhuth: 1965/66
- Oberstleutnant Kalb: von 1966 bis 1971
- Oberstleutnant Haller: von 1971 bis 1976
- Oberstleutnant Münz: von 1976 bis 1982
- Oberstleutnant Waldis Greiselis: von 1982 bis 1986
- Oberstleutnant Jochen Schneider: von 1986 bis 1989
- Oberstleutnant Manfred Hofmeyer: von 1989 bis 1991
- Oberstleutnant Günther Wyrwoll: von 1991 bis 1993
- Oberstleutnant Schmitz: von 1993 bis 1996
- Oberstleutnant Klein: von 1996 bis 2001
- Oberstleutnant Martin Simberg: 2001/02

## Patenschaften
- Februar 1977:  3rd USAFAD, Philippsburg
- August 1977:   1st Bn 80th Field Artillery, Aschaffenburg
- Juli 1984:     Philippsburg
- November 1990: 4th Bn 27th Field Artillery, zunächst Wertheim, später Babenhausen
- 1991:          Artillerieregiment 12, Hagenau[11]

## Persönlichkeiten (Auswahl)
- Stefan Mappus, Ministerpräsident von Baden-Württemberg 2010/11, absolvierte 1987/88 seinen Grundwehrdienst in der 3./122 (Grundausbildung) und 1./122.
- Lutz Fischer, Mitglied des Grossen Rates des Kantons Aargau, absolvierte 1987/88 seinen Grundwehrdienst in der 3./122 (Grundausbildung) und 1./122.